# Droits LGBT en Angola
Les droits LGBT (Lesbiennes, gays, bisexuels et transgenres) en Angola se sont améliorés au cours du début du XXIe siècle. En novembre 2020, l'Assemblée nationale approuve un nouveau code pénal, qui légalise les relations sexuelles entre personnes consentantes du même sexe. En outre, la discrimination à l'emploi sur la base de l'orientation sexuelle est interdite, faisant de l'Angola l'un des rares pays africains à disposer de telles protections pour les personnes LGBT.

## Aperçu global
Les personnes lesbiennes, gays, bisexuelles et transgenres (LGBT) en Angola peuvent faire face à des difficultés légales et autres que ne connaissent pas les résidents non LGBT. Cependant avec le retrait du code pénal de la  disposition interprétée comme « une interdiction de tout comportement homosexuel » en 2019  qui prend vigueur deux ans plus tard avec la sortie d'un nouveau code pénal qui élimine les mentions potentiellement discriminatoires du « agit contre nature », les citoyens angolais homosexuels bénéficient d'une reconnaissance légale parmi les plus avancées au monde[réf. nécessaire].

## Histoire de la pénalisation des relations homosexuelles

### Attitudes précoloniales
Dans les années 1920, l'anthropologue allemand Kurt Falk publie ses recherches sur les groupes ethniques africains, qui incluent une certaine acceptation de l'homosexualité et de la bisexualité. Il rapporte que les pratiques homosexuelles et le travestissement sont courants chez les Ovimbundu. Les hommes qui se comportent, agissent et s'habillent comme des femmes sont connus sous le nom de chibadi ou chibanda, et historiquement, ils épousent d'autres hommes. Des individus similaires existent dans les groupes ethniques voisins, tels que les kimbanda chez les Mbundu, les quimbanda chez les Kongos et les jimbandaa chez les Lovale. Les rapports sexuels entre personnes de même sexe sont considérés comme ayant des effets médicinaux dans ces sociétés. En effet, ces actes sont considérés comme un remède contre l'impuissance, pour améliorer la fertilité des sols ou comme un transfert de connaissances. Les pratiques sexuelles entre hommes font également partie des rituels d'initiation.

### Colonisation portugaise
La formation et l'expansion de l'Angola portugais s'accompagnent du christianisme dans la région et, par conséquent, de la moralité chrétienne qui condamne fermement les actes homosexuels. L'homosexualité est finalement décriminalisée en 1852, mais elle est à nouveau criminalisée en 1886 par les articles 70 et 71 du code pénal de 1886, qui contiennent une interdiction vaguement formulée de l'immoralité publique et des actes considérés comme étant contre nature.

## Lois sur les activités sexuelles

### Légalisation
En février 2017, le Parlement angolais approuve de manière provisoire un projet de nouveau code pénal par un vote unanime de 125 pours, 0 contres et 36 abstentions,. Le nouveau code pénal ne contient pas de dispositions interdisant les activités sexuelles entre personnes de même sexe en privé. Un vote final sur le projet de loi était prévu pour le 28 juin 2017, mais est reporté en raison de la controverse autour de l'avortement (le code pénal prévoit de légaliser l'avortement en cas de viol),. De multiples débats et consultations publics se sont tenus, bien que l'activité sexuelle entre personnes de même sexe n'ait pratiquement jamais été abordée. Le 18 mai 2018, le Parlement valide le projet lors d'un second vote par 186 voix pour, 3 contres et six abstentions. Il est adopté lors de son vote final le 23 janvier 2019,. Cependant, le président João Lourenço oppose son veto à certaines dispositions du nouveau code et exige des mesures anticorruption plus strictes, l'Assemblée nationale approuve alors une version révisée du nouveau code pénal le 4 novembre 2020. Le président signe la réforme en tant que loi le 6 novembre 2020, ainsi que le nouveau code de procédure pénale qui remplace également le code portugais de 1929 et a fait l'objet d'une approbation par l'Assemblée le 22 juillet 2020. Les lois sont publiées le 11 novembre 2020 et prennent effet après quatre-vingt-dix jours, c'est-à-dire le 9 février 2021.

### Reconnaissance des couples de même sexe
Il n'y a pas de reconnaissance légale des couples de même sexe en Angola. En général, une pression sociale importante est exercée sur les gens pour qu'ils épousent un partenaire adéquat du sexe opposé et aient des enfants. En 2005, la cérémonie d'engagement non officielle d'un couple de même sexe est traitée comme éhontée et abominable dans les magazines d'information nationaux.

## Transidentité
Un mouvement est créé pour la lutte des droits des personnes trans, le Movimento Eu Sou Trans, dirigé par Imanni da Silva qui veut dire : « Je suis Trans ».
Imanni da Silva, née en Angola, est considérée comme la première mannequin transgenre du continent africain,. Elle témoigne notamment d'attaques transphobes qu'elle a subies tout au long de sa carrière,.